# Divlje jagode (album)
Divlje jagode prvi je studijski album bosanskohercegovačkog heavy metal i hard rock sastava Divlje jagode, koji izlazi 1979. godine, a objavljuje ga diskografska kuća Jugoton.
Materijal se sastoji od devet skladbi, a njihov producent je Vladimir Delać. Glazbu radi Sead Lipovača, dok tekstove piše prvi vokal sastava Anto Janković. Na albumu se nalazi nekoliko balada koje su popularne i danas a to su "Krivo je more", "Mojoj ljubavi" i "Jedina moja". Skladba "Jedina moja" razlikuje se od već objavljenog singla, po tome što joj je promijenjen uvod i duži gitarski solo. Naslovna i uvodna tema koju je napisao Lipovača, počinje jakom grmljavinom. "Čekam da sunce zađe" i "Vodarica" napisao je Marjan Kasaj, a album zatvara nostalgična balada "Sjećanja".

## Omot albuma
Na prednjoj strani omota albuma, koji inače dominira crnom bojom, u gornjem desnom kutu nalazi se slika na kojoj jedna ruka drži list s divljim jagodama na golim ženskim prsima. Na dnu prednje strane nalazi se logo 'Divljih jagoda', koji je urađen u stilu koji nalikuje na logo sastava Deep Purple.
Poleđina albuma sastoji se od velike slike na kojoj se u gornjem dijelu nalazi logo 'Divljih jagoda, a u sredini svi članovi sastava, a ispred njih gori plamen. U donjem dijelu nalaze se informacije o albumu. Autor fotografije je Jasmin Krpan.

## Popis pjesama
1. "Divlje jagode"
2. "Krivo je more"
3. "Bubi"
4. "Jedina moja"
5. "Želim da te imam"
6. "Mojoj ljubavi"
7. "Čekam da sunce zađe"
8. "Vodarica"
9. "Sjećanja"

## Izvođači
- Sead Lipovača - prva gitara
- Ante Toni Janković - vokal
- Adonis Dokuzović - bubnjevi
- Mustafa "Muc" Ismailovski - klavijature
- Nihad Jusufhodžić - bas-gitara

### Produkcija
- Producent - Vladimir Delać
- Snimatelj - Branko Podbrežnički
- Fotografija - Jasmin Krpan

## Vanjske poveznice
- discogs.com - Divlje Jagode - Divlje Jagode (album)